# Baschet la Jocurile Olimpice de vară din 2024

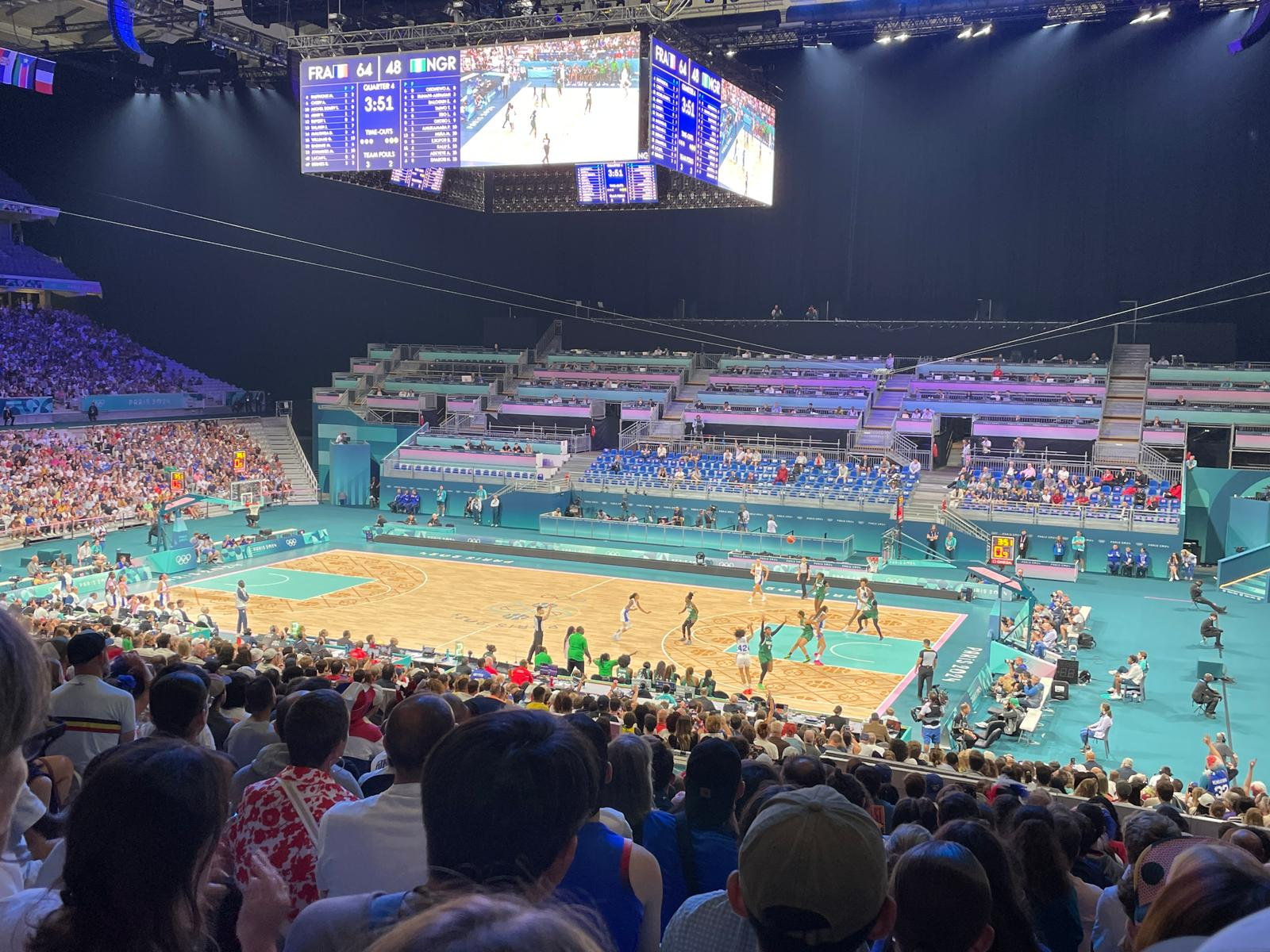
Meciul Franța - Nigeria pe stadionul Pierre Mauroy

Probele sportive de baschet la Jocurile Olimpice de vară din 2024 s-au desfășurat în perioada 27 iulie - 11 august 2024 la Paris, Franța. Meciurile preliminare de baschet 5 contra 5 au avut loc pe stadionul Pierre Mauroy din Lille, iar faza finală s-a desfășurat la Accor Arena din Paris. Competițiile 3 contra 3 s-au disputat în Place de la Concorde.

## Medaliați
| Probă                | Aur | Argint | Bronz |
| Masculin detalii     | Statele Unite ale Americii · Bam Adebayo · Devin Booker · Stephen Curry · Anthony Davis · Kevin Durant · Anthony Edwards · Joel Embiid · Tyrese Haliburton · Jrue Holiday · LeBron James · Jayson Tatum · Derrick White      | Franța · Andrew Albicy · Nicolas Batum · Isaïa Cordinier · Bilal Coulibaly · Nando de Colo · Evan Fournier · Rudy Gobert · Mathias Lessort · Frank Ntilikina · Matthew Strazel · Victor Wembanyama · Guerschon Yabusele | Serbia · Aleksa Avramović · Bogdan Bogdanović · Dejan Davidovac · Ognjen Dobrić · Marko Gudurić · Nikola Jokić · Nikola Jović · Vanja Marinković · Vasilije Micić · Nikola Milutinov · Filip Petrušev · Uroš Plavšić |
| Feminin detalii      | Statele Unite ale Americii · Napheesa Collier · Kahleah Copper · Chelsea Gray · Brittney Griner · Sabrina Ionescu · Jewell Loyd · Kelsey Plum · Breanna Stewart · Diana Taurasi · Alyssa Thomas · A'ja Wilson · Jackie Young | Franța · Valériane Ayayi · Marième Badiane · Romane Bernies · Alexia Chery · Marine Fauthoux · Marine Johannès · Leïla Lacan · Dominique Malonga · Sarah Michel · Iliana Rupert · Janelle Salaün · Gabby Williams       | Australia · Amy Atwell · Isobel Borlase · Cayla George · Lauren Jackson · Tess Madgen · Ezi Magbegor · Jade Melbourne · Alanna Smith · Stephanie Talbot · Marianna Tolo · Kristy Wallace · Sami Whitcomb             |
| Masculin 3x3 detalii | Olanda · Jan Driessen · Dimeo van der Horst · Arvin Slagter · Worthy de Jong | Franța · Lucas Dussoulier · Timothé Vergiat · Jules Rambaut · Franck Seguela | Lituania · Šarūnas Vingelis · Gintautas Matulis · Aurelijus Pukelis · Evaldas Džiaugys |
| Feminin 3x3 detalii  | Germania · Marie Reichert · Elisa Mevius · Sonja Greinacher · Svenja Brunckhorst | Spania · Vega Gimeno · Sandra Ygueravide · Juana Camilión · Gracia Alonso de Armiño | Statele Unite ale Americii · Dearica Hamby · Cierra Burdick · Hailey Van Lith · Rhyne Howard |

## Clasament pe medalii
| Loc   | Țară                       | Aur | Argint | Bronz | Total |
| ----- | -------------------------- | --- | ------ | ----- | ----- |
| 1     | Statele Unite ale Americii | 2   | –      | 1     | 3     |
| 2     | Germania                   | 1   | –      | –     | 1     |
| 2     | Olanda                     | 1   | –      | –     | 1     |
| 4     | Franța                     | –   | 3      | –     | 3     |
| 5     | Spania                     | –   | 1      | –     | 1     |
| 6     | Australia                  | –   | –      | 1     | 1     |
| 6     | Lituania                   | –   | –      | 1     | 1     |
| 6     | Serbia                     | –   | –      | 1     | 1     |
| Total | Total                      | 4   | 4      | 4     | 12    |